# 庭田茂賢
庭田 茂賢 （にわた しげかた）は、鎌倉時代後期の公卿。宇多源氏。権中納言・庭田経資の次男。官位は従三位・非参議。庭田家2代。

## 経歴
伏見朝の弘安11年（1288年）叙爵。正応5年（1292年）従五位上、永仁3年（1295年）正五位下、永仁5年（1297年）従四位下、永仁7年（1299年）従四位上、正安3年（1301年）正四位下と昇進。応長2年（1312年）従三位・非参議に叙され、公卿に列するも、その後は昇進が停滞し、元亨3年（1323年）に出家。正中2年（1325年）6月3日に薨去。

## 官歴
『公卿補任』による
- 弘安11年（1288年） 2月10日：叙爵（従五位下）
- 正応5年（1292年） 12月30日：従五位上
- 正応6年（1293年） 2月18日：侍従
- 永仁3年（1295年） 正月28日：正五位下
- 永仁4年（1296年） 4月13日：左近衛少将
- 永仁5年（1297年） 10月23日：従四位下
- 永仁7年（1299年） 3月24日：従四位上
- 正安3年（1301年） 正月6日：正四位下
- 徳治3年（1308年） 9月17日：右馬頭
- 延慶4年（1311年） 3月30日：兼備後介。4月15日：左近衛中将
- 応長2年（1312年） 3月3日：従三位、非参議
- 元亨3年（1323年） ：出家
- 正中2年（1325年）6月3日 ：薨去[2]

## 系譜
- 父：庭田経資[3]
- 母：中山基雅の娘[3]
- 生母不明の子女
  - 男子：庭田重資（1306-1389）[3]